# Avatar: The Last Airbender – The Burning Earth
Аватар: Последњи владар ветрова – Спаљивање Земље је видео игра из 2007. године базирана на истоименој анимираној серији. Ово је наставак видео игре из 2006. године, односно претходник видео игре из 2008. године, Аватар: Последњи владар ветрова - У паклу.

## Радња
Прво поглавље игре описује играча који напушта брод са званичницима северног племена воде, укључујући и мајстора Пакоа. Анг, Катара и Сока улазе у тврђаву краљевства земље краља Фонга, који одмах по њиховом доласку поставља стражара који тестира Аватарове способности. У другом поглављу видео игре, аватаров тим треба да спаси Омашу од опсаде народа ватре. У трећем поглављу играч треба да пређе мочвару, док у четвртом поглављу, који је уједино и последњи, Анг долази у град Гаолинг, који се налази у краљевству земље.